# ساحل پشه
ساحل پشه‌ها (به انگلیسی: The Mosquito Coast) فیلمی آمریکایی درام محصول سال ۱۹۸۶ به کارگردانی پیتر ویر و با بازی هریسون فورد، هلن میرن، آندره گرگوری و ریور فینیکس است. این فیلم بر پایهٔ رمان سال ۱۹۸۱ نوشتهٔ پل ترو ساخته شده است. داستان فیلم دربارهٔ خانواده‌ای است که آمریکا را ترک می‌کنند تا در جنگل‌های آمریکای مرکزی زندگی ساده‌تر و شادتری بیابند؛ اما این بهشت جنگلی خیلی زود به یک ویران‌شهر تبدیل می‌شود، چرا که رفتار پدر سرسخت خانواده به‌تدریج عجیب و پرخاشگرانه می‌شود. فیلم در شهرهای کارترزویل و رم در ایالت جورجیا، و همچنین بالتیمور، مریلند و بلیز فیلم‌برداری شد.

## داستان
الی فاکس، مخترع باهوش اما سرسختی است که از رویای آمریکایی و مصرف‌گرایی خسته شده است. او همچنین معتقد است که به‌خاطر حرص و جنایت آمریکایی‌ها، جنگی هسته‌ای در شرف وقوع است. پس از آن‌که الی و پسر بزرگش چارلی قطعات لازم را از زباله‌دانی محلی پیدا می‌کنند، دستگاه تولید یخ جدیدش به‌نام «فت بوی» را کامل می‌سازد. آقای پولسکی، صاحب یک مزرعه مارچوبه، از الی خواسته که سامانهٔ خنک‌کننده‌ای برای انبارش بسازد. اما از این‌که الی سامانه را تحویل نداده و محصولش در حال فاسد شدن است، شکایت دارد. الی، چارلی و پسر کوچک‌ترش، جری، نزد آقای پولسکی می‌روند و «فت بوی» را به او نشان می‌دهند، ولی پولسکی تحت تأثیر قرار نمی‌گیرد. الی هنگام عبور از مزرعه به مهاجرانی که در حال چیدن مارچوبه‌اند نگاه می‌کند و می‌گوید که در سرزمین خود، یخ برایشان کالایی لوکس محسوب می‌شود.
صبح روز بعد، الی برای کارگران مهاجر جشن می‌گیرد و به خانواده‌اش اعلام می‌کند که آمریکا را ترک می‌کنند. آن‌ها در یک بارج پانامایی با کشیش اسپلگود، همسرش و دخترشان امیلی آشنا می‌شوند. میان الی و کشیش به‌خاطر اختلاف دیدگاه‌های دینی‌شان کشمکش در می‌گیرد. وقتی بارج در شهر بلیز پهلو می‌گیرد، دو خانواده از هم جدا می‌شوند. الی از مرد آلمانی مستی، دهکده‌ای به نام "جرونیمو" را در جنگل‌های بارانی کنار رودخانه می‌خرد.
قایق‌ران محلی به نام آقای هدی، الی و خانواده‌اش را به‌سوی جرونیمو می‌برد. الی با ساکنان آشنا می‌شود و با اختراع چیزهای نو، دست به ساختن تمدنی «پیشرفته» می‌زند. مردم محلی، از جمله آقای هدی، با مهربانی با خانواده برخورد می‌کنند. اما اصرار الی به ساخت تمدن آرمانی باعث فشار زیاد به آن‌ها می‌شود. کشیش اسپلگود برای تبلیغ دین به جرونیمو می‌آید، و میان او و الی کشمکشی شدید درمی‌گیرد: الی او را متعصب دینی می‌داند و اسپلگود، الی را یک کمونیست می‌خواند. الی نسخه‌ای عظیم از «فت بوی» می‌سازد تا کل روستا را با یخ تأمین کند. پس از اتمام، می‌شنود که قبیله‌ای بومی در کوهستان هرگز یخ ندیده‌اند، پس همراه با دو پسرش مقداری یخ به آن‌جا می‌برد. اما در مقصد می‌فهمد که یخ‌ها آب شده‌اند و مبلغان دینی قبلاً به آن‌جا رفته‌اند. همچنین با سه مرد مسلح که در کلبه‌ای مخفی شده‌اند برخورد می‌کند.
با بازگشت الی به جرونیمو، درمی‌یابد که اسپلگود بسیاری از مردم را با ترساندن از خشم الهی، با خود برده است. اکنون شهر تقریباً خالی است. همان سه مرد مسلح به روستا می‌آیند و خواهان استفاده از آن به‌عنوان پایگاه می‌شوند. خانوادهٔ الی می‌پذیرد، اما الی نقشه‌ای برای بیرون راندن آن‌ها می‌کشد. نخست تلاش می‌کند آن‌ها را از وجود مورچه‌ها بترساند، و چون موفق نمی‌شود، می‌خواهد آن‌ها را با سرما بکشد. او آن‌ها را در دستگاه یخ بزرگ جای می‌دهد، از چارلی می‌خواهد تنها خروجی آن را قفل کند و دستگاه را فعال می‌کند. شورشی‌ها با وحشت از خواب بیدار می‌شوند و با شلیک گلوله سعی در خروج دارند. شلیک آن‌ها موجب انفجار دستگاه می‌شود. صبح روز بعد، خانهٔ خانواده و دستگاه یخ نابود شده و مواد شیمیایی رودخانه را آلوده کرده‌اند.
خانواده مجبور به پایین رفتن از رودخانه می‌شود و به ساحل می‌رسد. مادر و فرزندان خوشحال‌اند که شاید به آمریکا بازگردند، اما الی که رؤیای خود را فروپاشیده نمی‌بیند، می‌گوید آمریکا در جنگ هسته‌ای نابود شده و همه چیز مورد نیازشان را در همان ساحل دارند. او با ساخت قایق‌خانه‌ای در ساحل، زندگی جدیدی را آغاز می‌کند و کمک آقای هدی را رد می‌کند. شبی توفان سهمگینی آن‌ها را تا مرز دریا پیش می‌برد تا این‌که چارلی فاش می‌کند موتور یدکی را (که آقای هدی پنهانی به او داده) مخفی کرده و با آن موتور، خانواده نجات می‌یابد.
پس از آن‌که دوباره مجبور به حرکت در مسیر رودخانه می‌شوند، چارلی و جری از پدرشان دل‌زده می‌شوند. وقتی به اردوگاه اسپلگود می‌رسند، الی سیم‌های خاردار را می‌بیند و زیر لب آن را «اردوگاه مسیحی کار اجباری» می‌خواند. شب‌هنگام، چارلی و جری دزدکی به خانهٔ اسپلگود می‌روند و درمی‌یابند که آمریکا نابود نشده و امیلی برای فرار از الی به آن‌ها کمک خواهد کرد. اما پیش از آن‌که بتوانند مادر و خواهرانشان را متقاعد کنند، الی کلیسای اسپلگود را آتش می‌زند. اسپلگود به الی شلیک می‌کند و او را از گردن فلج می‌کند. خانواده با قایق فرار می‌کند.
خانواده دوباره در مسیر رودخانه حرکت می‌کند، در حالی که الی گاه‌گاهی هوشیاری خود را از دست می‌دهد. الی از همسرش می‌پرسد که آیا در حال حرکت به بالادست هستند، و او برای نخستین بار به او دروغ می‌گوید. راوی (چارلی) از مرگ الی خبر می‌دهد، اما امید دارد که باقی خانواده از این پس آزاد زندگی کنند.

## بازیگران
هریسون فورد در نقش الی فاکس
هلن میرن در نقش مارگوت «مادر» فاکس
ریور فینیکس در نقش چارلی فاکس
کانراد رابرتس در نقش آقای هدی
آندره گرگوری در نقش کشیش اسپلگود
مارتا پلیمپتن در نقش امیلی اسپلگود
ملانی بولاند در نقش همسر اسپلگود
دیک اونیل در نقش آقای پولسکی
جدریان استیل در نقش جری فاکس
هیلاری گوردون در نقش آوریل فاکس
ربکا گوردون (خواهر دوقلوی واقعی هیلاری) در نقش کلاور فاکس
آلیس هفرنان اسنید در نقش همسر پولسکی
جیسون الکساندر در نقش فروشنده ابزار
ویلیام نیومن در نقش ناخدا اسمالز
آئورورا کلاول در نقش خانم می‌ویت
باترفلای مک‌کوئین در نقش خانم کنی‌ویک

## تولید
جروم هلمان، تهیه‌کننده، بلافاصله پس از انتشار رمان ترو حقوق اقتباس آن را خرید و پیتر ویر نیز به ساخت آن متعهد شد. جک نیکلسون ابتدا برای نقش اصلی در نظر گرفته شده بود، اما به‌دلیل اختلاف بر سر دستمزد از پروژه کناره‌گیری کرد.
در حالی که فیلم در مرحلهٔ پیش‌تولید بود و ویر در آمریکای مرکزی به‌دنبال مکان‌های مناسب می‌گشت، سرمایه‌گذاری پروژه از بین رفت و ساخت فیلم به‌طور نامحدود به تعویق افتاد. در این میان، به ویر پیشنهاد شد که فیلم شاهد با بازی هریسون فورد را کارگردانی کند. این فیلم، نخستین اثر آمریکایی ویر، موفقیتی چشمگیر از نظر منتقدان و فروش بود و در هشت رشته از جمله بهترین کارگردانی، بهترین بازیگر مرد و بهترین فیلم نامزد جایزه اسکار شد. در حین تولید شاهد، ویر با فورد دربارهٔ «ساحل پشه‌ها» گفتگو کرد و فورد به ایفای نقش الی فاکس علاقه‌مند شد (هرچند نماینده‌اش چندان موافق نبود). با پیوستن فورد، یافتن سرمایه‌گذار و پخش‌کننده برای پروژه آسان‌تر شد (در نهایت توسط سال زینتز و برادران وارنر تأمین شد).
فیلم‌برداری از هفتهٔ ۷ فوریهٔ ۱۹۸۶ در بلیز آغاز شد و تا ۲۶ آوریل ادامه داشت، سپس تیم به جورجیا رفت. ویر و فورد مراسم اهدای جوایز اسکار (که برای فیلم شاهد نامزد شده بودند) را از دست دادند، که در نهایت اسکار بهترین فیلم‌نامه و بهترین تدوین فیلم را دریافت کرد.
این فیلم آخرین نقش بلند باترفلای مک‌کوئین، بازیگر نقش مهمی در بر باد رفته، بود. او در این فیلم نقش زنی کلیساگریز را بازی می‌کند، و در واقعیت نیز خداناباور سرسختی بود.

## واکنش‌ها
فیلم در زمان اکران با شکست تجاری و بازخوردهای انتقادی مواجه شد، اما در سال‌های بعد نقدهای مثبت‌تری دریافت کرد. در وب‌گاه راتن تومیتوز، این فیلم بر پایهٔ ۲۷ نقد امتیاز تأیید ۷۸٪ را با میانگین نمرهٔ ۶٫۶ از ۱۰ به دست آورده‌است. اجماع منتقدان این سایت چنین است: «هریسون فورد با مهارتی قابل توجه نقش دشوار و ناخوشایندی را بازی می‌کند و مطالعه‌ای شخصیتی پیچیده و شگفت‌انگیز ارائه می‌دهد.» در وب‌گاه متاکریتیک، فیلم با میانگین وزنی ۴۹ از ۱۰۰ بر پایهٔ ۱۲ نقد قرار دارد که نشان‌دهندهٔ «نقدهای مختلط یا متوسط» است. تماشاگرانی که در نظرسنجی سینماسکور شرکت کردند به فیلم نمرهٔ میانگین B− در مقیاس A+ تا F دادند.
برنامهٔ سیسکل و ایبر دربارهٔ فیلم دچار اختلاف شد؛ سیسکل رأی مثبت داد، اما ایبر آن را رد کرد و شخصیت الی فاکس را «خسته‌کننده» توصیف کرد، با این حال بازی فورد را ستود. وینسنت کنبی از نیویورک تایمز آن را «کاملاً بی‌رمق» توصیف کرد. ریتا کمپلی در واشینگتن پست نوشت:
دیر یا زود، یک انسان مبتکر بهشت را آلوده خواهد کرد؛ این تناقض بزرگ، همان نیش «ساحل پشه‌ها»ست و به فورد الهامی برای پیچیده‌ترین بازی‌اش تا به امروز می‌دهد. در قالب شخصیتی با قطبیت‌های حماسی، او این سفر گنگ و متافیزیکی به دل جنگل را جان می‌بخشد.
شیلا بنسون از لس‌آنجلس تایمز نوشت: «او (ویر) کنش فیلم را هماهنگ با وضعیت ذهنی رو‌به‌وخامت فاکس سازمان داده: از خشم تا انفجار، طوفان و سرانجام، شدت توفانی؛ اما در پایان، فیلم به‌جای فراز، تنها فرسودگی به‌جا می‌گذارد.» در نقد خود در گلوب اند میل، جی اسکات نوشت: «ساحل پشه‌ها اثری‌ است با مهارت کامل در ساخت و بازی‌هایی درخشان، حتی در کوچک‌ترین نقش‌ها... اما میدان دید آن، مانند دیدگاه تنگ و در نهایت خفقان‌آور الی، بسیار محدود است.»
بازخوردهای منفی فیلم باعث شد هریسون فورد در رسانه‌ها از آن دفاع کند:
بازخوردها مختلف بوده، اما به‌نظرم فیلم در برخی محافل واقعاً به‌نادرستی نقد شده است. من هرگز ندیده‌ام فیلمی جدی چنین بد مورد داوری قرار گیرد. و به‌نظرم آن‌ها اشتباه می‌کنند. من این‌جا هستم تا نظر دیگری را مطرح کنم... از فیلم دفاع نمی‌کنم، اما می‌خواهم مردم دیدگاه دیگری بشنوند. منتقدان فیلم را می‌بینند و سریع نقد می‌نویسند، در حالی‌که این فیلم از آن نوع است که بعد از سه روز در ذهن جا می‌افتد. تأثیرگذار است و ذهن را مشغول می‌کند. در ذهن می‌ماند.
با بودجهٔ تولید ۲۵ میلیون دلاری، فیلم در آمریکای شمالی کمی بیش از ۱۴ میلیون دلار فروش داشت. با وجود این‌که یکی از کم‌فروش‌ترین فیلم‌های فورد بود، او همچنان از آن دفاع کرد و در مصاحبه‌ای در سال ۱۹۹۲ گفت:
این تنها فیلمی است که بازی کرده‌ام و هزینه‌اش را برنگردانده. اما از ساختش پشیمان نیستم. اگر ایرادی داشت، این بود که به‌اندازهٔ کافی با زبان رمان (نوشتهٔ پل ترو) همراه نشد. شاید بهتر بود تمرینی ادبی باشد تا سینمایی. اما از نظر من فیلمی است سرشار از احساسات قدرتمند.
رونالد ریگان، رئیس‌جمهور ایالات متحده وقت، این فیلم را در کمپ دیوید در تاریخ ۲۲ نوامبر ۱۹۸۶ تماشا کرد.